# Euryalona orientalis
Euryalona orientalis är en kräftdjursart som först beskrevs av Daday 1898.  Euryalona orientalis ingår i släktet Euryalona och familjen Chydoridae. Inga underarter finns listade i Catalogue of Life.